# Inversió de Walden

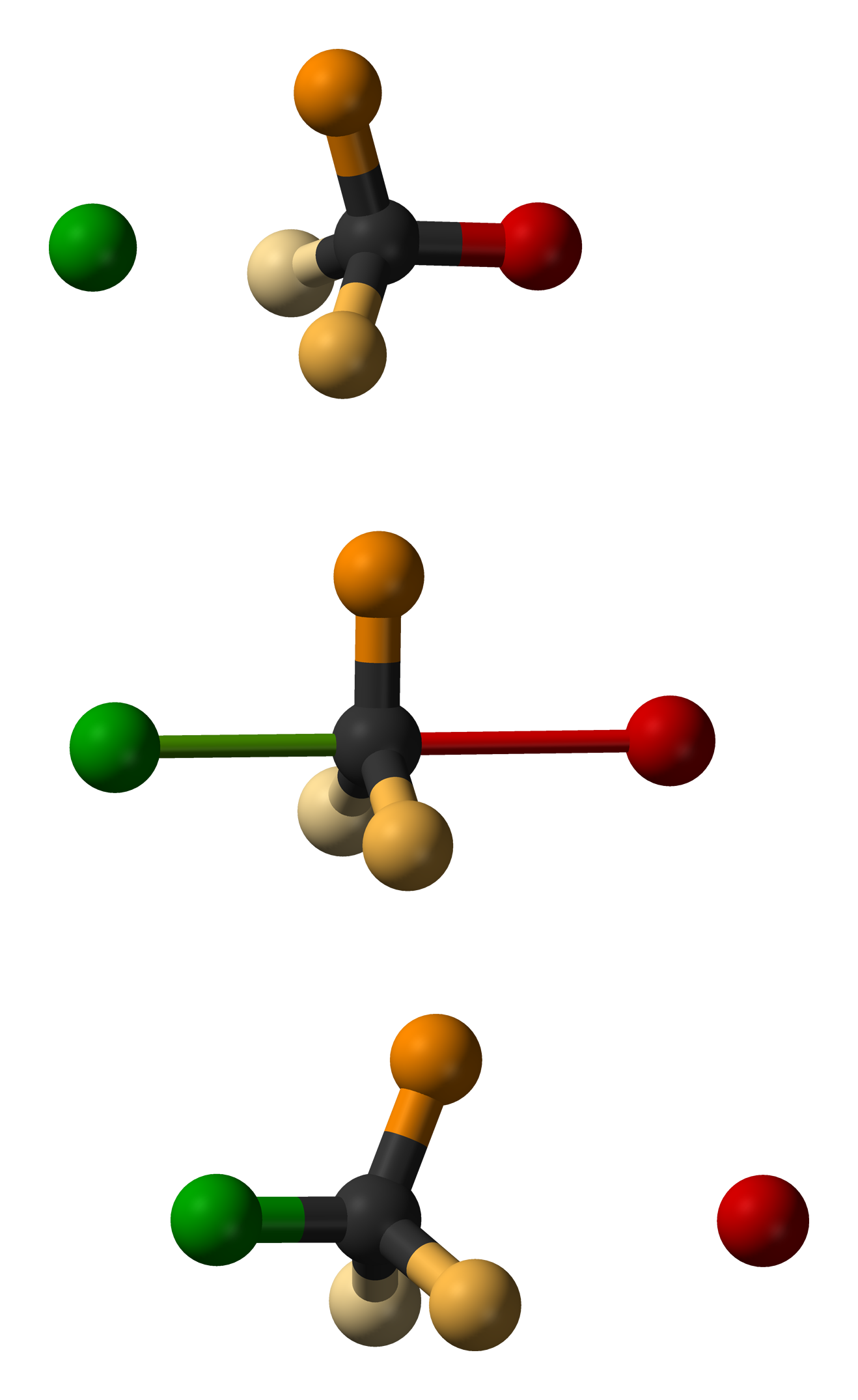
En una reacció S_{N}2 es produeix una inversió del centre quiral a causa de l'entrada del grup nucleòfil (en verd) per la cara oposada del grup sortint (en vermell).

La inversió de Walden és el fenomen d'inversió del centre quiral d'una molècula en una reacció química, com per exemple una reacció SN2.
Va ser observada per primera vegada l'any 1896 pel químic rus Paul Walden.